# روزا برانسون
روزا برانسون (بالإنجليزية: Rosa Branson)‏ هي رسامة بريطانية، ولدت في 1933.